# Game sharing
Il termine game sharing significa letteralmente "condivisione di giochi". È un'opzione che permette di giocare a un videogioco in multigiocatore tramite più console portatili con una sola copia commerciale del videogioco.
Di solito l'opzione è limitata a una demo del gioco.
Le principali console portatili di ultima generazione che utilizzano questa funzione sono:
- PlayStation Portable
- Nintendo DS